# Parlamentswahl in Finnland 1909
- SDP: 84
- KTL: 1
- RKP: 25
- NSP: 29
- ML: 13
- SP: 48

Die Parlamentswahl in Finnland 1909 (finnisch Eduskuntavaalit 1909; schwedisch Riksdagsvalet 1909) fand am 1. und 3. Mai 1909 statt. Es war die Wahl zum 3. finnischen Parlament.

## Teilnehmende Parteien
Es traten 6 verschiedene Parteien zur Wahl an:
| Partei | Partei | Ausrichtung                   | Spitzenkandidat  |
| ------ | --- | ----------------------------- | ---------------- |
|        | Sozialdemokratische Partei Finnlands Suomen Sosialidemokraattinen Puolue (SDP) Finlands Socialdemokratiska Parti | sozialdemokratisch            | Matti Paasivuori |
|        | Finnische Partei Suomalainen Puolue (SP) Finska partiet                                                          | konservativ-fennoman          |                  |
|        | Jungfinnische Partei Nuorsuomalainen Puolue (NSP) Ungfinska partiet                                              | national-liberal              |                  |
|        | Schwedische Volkspartei Ruotsalainen Kansanpuolue (RKP) Svenska Folkpartiet (SFP)                                | liberal                       | Axel Lille       |
|        | Landbund Maalaisliitto (ML) Agrarförbundet                                                                       | sozialliberal                 | Kyösti Kallio    |
|        | Christlicher Arbeiterbund Finnlands Suomen Kristillisen Työväen Liitto (KTL) Finlands kristliga arbetarförbund   | christlich-sozialdemokratisch |                  |

## Wahlergebnis
Die Wahlbeteiligung lag bei 65,3 Prozent und damit 0,9 Prozentpunkte über der Wahlbeteiligung bei der letzten Parlamentswahl 1908. Die Sozialdemokraten blieben bei Stimmenzuwachs stärkste Kraft vor der Finnischen Partei.
| Partei            | Partei                                     | Stimmen   | Stimmen | Stimmen | Sitze  | Sitze |
| Partei            | Partei                                     | Anzahl    | %       | +/−     | Anzahl | +/−   |
| ----------------- | ------------------------------------------ | --------- | ------- | ------- | ------ | ----- |
|                   | Sozialdemokratische Partei Finnlands (SDP) | 337.685   | 39,89   | +1,49   | 84     | +1    |
|                   | Finnische Partei (SP)                      | 199.920   | 23,62   | −1,82   | 48     | −7    |
|                   | Jungfinnische Partei (NSP)                 | 122.770   | 14,50   | +0,27   | 29     | +3    |
|                   | Schwedische Volkspartei (RKP)              | 104.191   | 12,31   | −0,43   | 25     | +1    |
|                   | Landbund (ML)                              | 56.943    | 6,73    | +0,34   | 13     | +3    |
|                   | Christlicher Arbeiterbund Finnlands (KTL)  | 23.259    | 2,75    | +0,42   | 1      | −1    |
|                   | Sonstige                                   | 1.703     | 0,20    | −0,27   | —      | —     |
| Gesamt            | Gesamt                                     | 846.471   | 100,00  |         | 200    |       |
| Gültige Stimmen   | Gültige Stimmen                            | 846.471   | 99,27   |         |        |       |
| Ungültige Stimmen | Ungültige Stimmen                          | 6.212     | 0,73    |         |        |       |
| Wahlbeteiligung   | Wahlbeteiligung                            | 852.683   | 65,32   |         |        |       |
| Wahlberechtigte   | Wahlberechtigte                            | 1.305.305 | 100,00  |         |        |       |
| Quelle:           |                                            |           |         |         |        |       |